# Менелаос Влахвеис
Менелаос Христу Влахвеис (на гръцки: Μενέλαος Χρήστου Βλάχβεης) е гръцки лекар и политик от Нова демокрация.

## Биография
Менелаос Влахвеис е роден на 7 април 1964 година в македонския град Сяр, Гърция. По произход е от Долна Джумая. Племенник е на гъркоманския капитан на гръцка андартска чета в Източна Македония Стерьос Влахвеис. Менелаос завършва медицина в Солунския университет и работи като лекар. Избран е от Сяр за депутат от Нова демокрация на изборите от 17 юни 2012 година.